# Биби Стивенс
Барбара «Бебе» Стивенс (англ. Barbara «Bebe» Stevens) — персонаж мультипликационного сериала «Южный Парк», ученица четвёртого класса, одноклассница главных героев.
Бебе — лучшая подруга Венди Тестабургер. Она помогает Венди в сложных ситуациях, таких, как попытка привлечь внимание Стэна, когда он, как и остальные мальчики в классе, влюбился в мисс Элен, временно заменявшую мистера Гаррисона в эпизоде «Ринопластическая клиника Тома». Однако, когда ей выгодно, Бебе перестаёт общаться с Венди — как, например, в эпизоде «Видеонабор тупой испорченной шлюхи», когда Венди теряет популярность, не разделяя всеобщую моду на Пэрис Хилтон. В эпизоде «А сиськи всё испортили», Венди обижается на Бебе, завидуя проявляемому к ней вниманию; возможно, позднейшие разногласия и заявление Бебе о том, что Венди «не настоящая испорченная шлюха», были вызваны именно недружелюбными действиями Венди в этом эпизоде. В эпизоде «Список» Бебе вступает за спиной Венди в тайный заговор с целью покупки самой лучшей обуви в городе и, когда Венди пытается с ней соперничать, чуть не убивает её.
Мать Бебе — стереотипная блондинка с большой грудью, которая в молодости добивалась всего с помощью своей внешности. Бебе не хочет идти по её пути и собирается стать адвокатом или морским биологом, однако она интересуется косметикой и вечеринками больше, чем её подруга Венди.
Отец Бебе появляется лишь в финале эпизода «Видеонабор тупой испорченной шлюхи», когда он говорит, что Бебе должна перестать подражать Пэрис Хилтон, и вести себя более подобающим образом.
Бебе была первой девочкой в классе, у которой выросла грудь, что вызвало ажиотаж среди мужской половины учеников, и побудило Венди вставить грудные имплантаты. В эпизоде «Домики для игр» Бебе влюбляется в Кайла, однако решает, что не может справиться с «взаимозависимостью» и начинает встречаться с Клайдом. Хотя в некоторых эпизодах видно, что она всё ещё испытывает чувства к Кайлу, в эпизоде «Список» она фальсифицирует результаты выборов самого красивого мальчика в классе, чтобы Клайд, чей отец владеет обувным магазином, оказывается на первом месте, а Кайл — на самом последнем.

## Внешний облик
Бебе — блондинка. У неё длинные вьющиеся волосы, зачёсанные на одну сторону. Она носит красную куртку с серым воротником, зелёные брюки и серые перчатки.